# Ayesha Jalal
Pour les articles homonymes, voir Jalal.
Ayesha Jalal (en ourdou : عائشہ جلال), née en 1956 à Lahore, est une historienne pakistano-américaine, professeure d'histoire à l'Université Tufts.

## Biographie

### Jeunesse
Ayesha Jalal est née à Lahore, au Pakistan, en 1956. Ses parents sont Hamid Jalal, un haut fonctionnaire pakistanais, et  Zakia Jalal, qui est la sœur de Safia, l'épouse de Saadat Hasan Manto. Par conséquent, elle est liée à l' écrivain de fiction ourdou Saadat Hasan Manto,. Elle arrive à New York à l'âge de 14 ans lorsque son père est affecté à la Mission du Pakistan auprès des Nations unies.

### Formation, enseignement
Elle obtient son BA avec spécialisation en histoire et sciences politiques au Wellesley College, États-Unis, puis son doctorat en histoire au Trinity College de l'université de Cambridge, où elle obtient son doctorat en 1983, avec une thèse intitulée « Jinnah, la Ligue musulmane et la revendication du Pakistan ».
Elle reste à Cambridge jusqu'en 1987, travaillant en tant que membre du Trinity College et plus tard en tant que Leverhulme Fellow. Elle déménage à Washington D.C. en 1985, pour travailler comme boursière au Woodrow Wilson Center et plus tard comme boursière à l'Académie des études internationales et régionales de l'université Harvard. Elle est bénéficiaire de la bourse de la Fondation MacArthur en 1998,.
En 1999, elle rejoint l'université Tufts en tant que professeur titulaire,,,.
La majeure partie de son travail traite de la création des identités musulmanes en Asie du Sud moderne.

### Carrière
Ayesha Jalal a été Fellow du Trinity College, Cambridge (1980–84), Leverhulme Fellow au Center of South Asian Studies, Cambridge (1984–1987), Fellow du Woodrow Wilson Center for International Scholars à Washington, DC (1985–86 ) et universitaire à l'Académie des études internationales et régionales de l'université de Harvard (1988–1990). Elle a enseigné à l'université du Wisconsin à Madison, à l'Université Tufts, à l'université Columbia, à l'université Harvard et à l'université des sciences de gestion de Lahore.
Ayesha Jalal fait partie des spécialistes universitaires américains qui écrivent sur l'histoire de l'Asie du Sud. Dans son livre, The Sole Spokesman (Cambridge University Press, 1985 et 1994), Ayesha Jalal donne son point de vue sur ce qui s'est passé entre les élections de 1937 en Inde britannique et la partition du sous-continent indien, identifiant les facteurs qui ont conduit à la création du Pakistan et fournissant de nouvelles perspectives sur la nature du transfert de pouvoir britannique en Inde. En particulier, elle se concentre sur le rôle de Mohammad Ali Jinnah, le chef de la All-India Muslim League, et le principal partisan de la théorie des deux nations sur laquelle la demande pour le Pakistan était basée. Jinnah a prétendu être le seul porte-parole de tous les musulmans indiens, non seulement dans les provinces où ils étaient majoritaires mais aussi dans les provinces où ils étaient en minorité. Pourtant, étant donné la géographie politique du sous-continent, il était clair qu'il y aurait toujours autant de musulmans à l'extérieur d'un État spécifiquement musulman qu'à l'intérieur de celui-ci. Ce livre examine comment Jinnah a proposé de résoudre la contradiction entre les affirmations d'une « nation musulmane séparée » et la nécessité d'une stratégie qui pourrait sauvegarder les intérêts de tous les musulmans indiens. Il le fait en identifiant les véritables objectifs politiques de Jinnah, les raisons pour lesquelles il était réticent à les dévoiler, et ses succès et échecs dans leur réalisation.

## Récompenses
Historienne reconnue du Pakistan et de l'Asie du Sud, Ayesha Jalal a reçu les prix suivants :
- Trinity College, bourse de Cambridge (1980–84)
- Bourse de la Fondation MacArthur (1998-2003)[3],[1].
- Sitara-i-Imtiaz (étoile de distinction) par le président du Pakistan en 2009[3].

## Œuvres

### Jugements
Le journal indien The Hindu l'appelle « l'un des historiens les plus appréciés du Pakistan ». Selon Tribune, « Jalal est respecté dans le monde entier comme un historien aux méthodes méticuleuses ».

### Livres
- Ayesha Jalal, The state of martial rule : the origins of Pakistan's political economy of defence, Cambridge England New York, Cambridge University Press, 1990, 380 p. (ISBN 978-0-521-05184-2)[1].
- Ayesha Jalal, The sole spokesman : Jinnah, the Muslim League, and the demand for Pakistan, Cambridge Cambridgeshire New York, Cambridge University Press, 1994, 310 p. (ISBN 978-0-521-45850-4, lire en ligne) First published 1985[3],[2],[1].
- Ayesha Jalal, Democracy and Authoritarianism in South Asia : A Comparative and Historical Perspective, Lahore, Pakistan, Sang-e-Meel Publications, 1995, 295 p. (ISBN 978-969-35-0629-7)[2],[1]
- Ayesha Jalal et Sugata Bose, Nationalism, democracy, and development : state and politics in India, Delhi New York, Oxford University Press, 1997 (ISBN 978-0-19-563944-5)
- Ayesha Jalal, Self and sovereignty individual and community in South Asian Islam since 1850, New York, Routledge, 2000, 630 p. (ISBN 978-0-415-22077-4, lire en ligne).
- Ayesha Jalal, Partisans of Allah : Jihad in South Asia, Cambridge, Massachusetts, Harvard University Press, 2008, 373 p. (ISBN 978-0-674-04736-5, lire en ligne )[2],[6].
- Ayesha Jalal et Sugata Bose, Modern South Asia : history, culture, political economy, London New York, Routledge, 2011, 3e éd., 259 p. (ISBN 978-0-415-77943-2)[2],[1].
- Ayesha Jalal, The pity of partition : Manto's life, times, and work across the India-Pakistan divide, Princeton, Princeton University Press, 2013, 265 p. (ISBN 978-0-691-15362-9, lire en ligne)[3].
- (en) Ayesha Jalal, The struggle for Pakistan : a Muslim homeland and global politics, Cambridge, Massachusetts, The Belknap Press of Harvard University Press, 2014, 435 p. (ISBN 978-0-674-05289-5, lire en ligne)[7].

### Chapitres
- Jalal, Ayesha (1997), "Exploding Communalism : The Politics of Muslim Identity in South Asia" (PDF), in Bose, Sugata; Jalal, Ayesha (eds.), Nationalism, Democracy and Development: State and Politics in India, Delhi: Oxford University Press,  (ISBN 9780195644425), retrieved 15 April 2018.
- Jalal, Ayesha (2009), "Freedom and equality: from Iqbal's philosophy to Sen's ethical concerns", in Kanbur, Ravi; Basu, Kaushik (eds.), Arguments for a better world: essays in honor of Amartya Sen | Volume II: Society, institutions and development, Oxford New York: Oxford University Press, pp. 452–469,  (ISBN 9780199239979).